# Rhipidia (Rhipidia) impictipennis
Rhipidia (Rhipidia) impictipennis is een tweevleugelige uit de familie steltmuggen (Limoniidae). De soort komt voor in het Oriëntaals gebied.